# SiTB De 3/3
Die De 3/3 war die erste elektrische Lokomotive der Sihltalbahn (SiTB). Sie wurde 1925 anlässlich der Elektrifizierung der Strecke angeschafft und von der Schweizerischen Industrie-Gesellschaft (SIG) und Maschinenfabrik Oerlikon (MFO) erbaut. 1930 wurde sie zur De 3/4 2 umgebaut und 1964 erhielt sie die Nummer 41.

## Geschichte, Technik und Umbauten
Die Lokomotive wurde zusammen mit den fünf Triebwagen CFe 2/4 Nr. 81–85 bestellt, wobei darauf geachtet wurde, dass möglichst die gleichen elektrischen Komponenten verbaut wurden. So besass sie den gleichen Transformator und auch die drei Fahrmotoren entsprachen der Triebwagenbauart. Durch den zusätzlichen Motor erreichte sie eine Stundenzugkraft von 6600 kg statt 4400 kg. Das Leistungsmaximum lag allerdings bei 18 km/h statt 27 km/h. Eine Umschaltung erlaubte den Betrieb auch mit nur zwei Motoren, wobei die Lokomotive dann dieselbe Leistung wie ein Triebwagen erbringen konnte (4400 kg bei 27 km/h). Der Anstrich war wie bei den Triebwagen dunkelgrün.
Die Lokomotive hatte anfänglich einen starren Rahmen mit asymmetrisch angeordneten Achsen. Das Laufwerk war ungeeignet für die kurvenreiche Strecke mit Anschlussgleisen, die nur mit einem schwachen Oberbau versehen waren. Neben dem hohen Verschleiss der Schienen und Räder kam es auch zu Entgleisungen.
Aus diesem Grund wurde beschlossen, die Lokomotive umzubauen. Nachdem der Triebwagen CFe 3/4 Nr. 90 abgeliefert worden war, wurde die Lokomotive 1930 zur MFO gesandt, wo sie zu einer Drehgestell-Lokomotive umgebaut wurde. Weil der elektrische Teil weiterverwendet wurde, erhielt ein Drehgestell eine Laufachse. Dies führte zu der eher unüblichen Achsformel Bo'1Ao' und der neuen Bezeichnung De 3/4 Nr. 2. Der Umbau erbrachte die erwarteten Verbesserungen der Laufeigenschaften.
Zwischen 1962 und 1964 durchlief die Lokomotive einen weiteren Umbau. Danach war sie für sitzende Bedienung eingerichtet und konnte von den Steuerwagen Bt 52–55 ferngesteuert werden. Auch wurde sie Oxidrot lackiert und neu als De 3/4 Nr. 41 bezeichnet.
Im Jahr 1985 erhielt sie nochmals eine Revision, wobei die oxidrote Lackierung durch die damals übliche rote SZU-Farbgebung mit orangem Streifen abgelöst wurde.

## Einsatz
Ihr Haupteinsatzgebiete waren das Führen der Güterzüge sowie Rangieraufgaben. Bei Triebwagenmangel wurde sie aber auch zur Beförderung von Personenzügen eingesetzt. Die eher schwache Leistung reichte in den 1970er Jahren kaum mehr, den gewachsenen Anforderungen im Güterzugdienst gerecht zu werden, so dass ab 1974 zuerst mietweise eine BLS Ce 4/4 zum Einsatz kam. Mit der Inbetriebnahme stärkerer Lokomotiven wurde die De 3/4 im Güterverkehr abgelöst. Sie wurde fortan nur noch als Dienstfahrzeug und Rangierfahrzeug im Bahnhof Selnau eingesetzt.

## Verbleib
Die Lokomotive ist seit dem 1. Januar 2001 abgestellt und ging in den Besitz der Zürcher Museums-Bahn (ZMB), wo sie die Nummer 7 erhielt. Die Lokomotive ist zurzeit nicht betriebsfähig.